# Survivor Series: WarGames (2022)
Survivor Series WarGames là sự kiện đấu vật chuyên nghiệp trả tiền cho mỗi lần xem và phát trực tiếp hàng năm của Survivor Series lần thứ 36 do WWE sản xuất. Nó sẽ được tổ chức cho các đô vật từ các bộ phận thương hiệu Raw và SmackDown. Sự kiện dự kiến diễn ra vào thứ Bảy, ngày 26 tháng 11 năm 2022, tại TD Garden ở Boston, Massachusetts. Đây sẽ là Series Survivor thứ tư được tổ chức tại Boston sau các sự kiện năm 1993 (tại Boston Garden ban đầu), 2008 và 2013. Đây cũng sẽ là Survivor Series đầu tiên diễn ra vào thứ Bảy và là sự kiện đầu tiên kể từ sự kiện năm 1994 không diễn ra vào Chủ nhật.
Không giống như các sự kiện Survivor Series trước đây, sự kiện năm 2022 sẽ có chủ đề xoay quanh trận đấu WarGames, một trận đấu gimmick match lần đầu tiên được sử dụng của Jim Crockett Promotions và sau đó là World Championship Wrestling. Từ năm 2017 đến năm 2021, nó đã được sử dụng bởi thương hiệu của WWE, NXT và được tổ chức tại sự kiện WarGames hàng năm. Survivor Series thay đổi đặt tên là "Survivor Series WarGames", đánh dấu sự kiện cho các đô vật chính đầu tiên của WWE được tham gia trận đấu, cũng như kết thúc sự kiện WarGames cho NXT.

## Bối cảnh
Survivor Series là gimmick event thường niên, được WWE tổ chức vào tháng 11 hàng năm kể từ năm 1987. Sự kiện trả tiền cho mỗi lần xem (PPV) dài thứ hai trong lịch sử (sau WrestleMania của WWE), đây là một trong năm sự kiện lớn nhất trong năm cùng với WrestleMania, SummerSlam, Royal Rumble và Money in the Bank, được gọi là "Big Five". Sự kiện này có đặc điểm truyền thống là có các trận đấu Survivor Series, là các trận đấu loại trực tiếp theo nhóm thường có các đội gồm bốn hoặc năm đô vật đấu với nhau. Được công bố vào ngày 25 tháng 10 năm 2021, sự kiện năm 2022 sẽ là sự kiện thứ 36 theo trình tự thời gian của Survivor Series và diễn ra vào thứ Bảy, ngày 26 tháng 11 năm 2022, tại TD Garden ở Boston, Massachusetts, đánh dấu sự kiện Survivor Series đầu tiên được tổ chức vào một ngày thứ Bảy. Ngoài việc phát sóng trên PPV, nó sẽ phát trực tiếp trên Peacock ở Hoa Kỳ và WWE Network ở các thị trường quốc tế. Vé được bán vào ngày 26 tháng 8 năm 2022, với các gói dịch vụ ưu đãi cao cấp cũng có sẵn.
Kể từ khi WWE giới thiệu lại việc tách thương hiệu vào tháng 7 năm 2016, Survivor Series đã xoay quanh sự cạnh tranh giữa các đô vật từ Raw và SmackDown để giành quyền tối cao thương hiệu (thương hiệu của WWE là NXT cũng tham gia vào năm 2019 nhưng bị loại bỏ vào năm 2020). Ngoài các trận đấu truyền thống của Survivor Series giữa các thương hiệu, các nhà vô địch của mỗi thương hiệu đã đối đầu trong các trận đấu không tranh danh hiệu.
Ngày 19/9/2022, giám đốc điều hành WWE Triple H thông báo rằng sự kiện năm 2022 sẽ có hai trận đấu WarGames, mỗi trận dành cho nam và nữ, sẽ không dựa trên khái niệm "Brand vs Brand". Đây là lần đầu tiên một sự kiện WWE trong danh sách chính có trận đấu WarGames. Sự kiện năm 2022 được đổi tên thành Survivor Series WarGames. Thương hiệu NXT trước đây đã tổ chức sự kiện WarGames hàng năm từ năm 2017 đến năm 2021. Với trận đấu WarGames được chuyển thành trận đấu chính cho Survivor Series đã kết thúc sự kiện WarGames của NXT, được thay thế bằng Deadline.
Trong một cuộc phỏng vấn với The Ringer về WarGames tại Survivor Series, Triple H đã nói: 
Truyền thống của Survivor Series đã hình thành và trôi chảy và thay đổi một chút theo thời gian, nhưng điều này sẽ tương tự như vậy. Đây sẽ không phải là Raw đấu với SmackDown. Nó sẽ được điều khiển theo mạch cốt truyện nhiều hơn. Tôi vẫn xem nó như một thành phần truyền thống của Survivor Series trong đó vì đó là những đội lớn gồm nhiều người cạnh tranh. Chúng tôi chỉ nâng cấp một chút so với WarGames và làm cho nó phát triển. Survivor Series đã là một sự kiện tuyệt vời trong 36 năm. Và nó cần phải phát triển một chút và năm nay có vẻ như là thời điểm thích hợp để làm điều đó.

## Tổ chức
| Vai trò                          | Tên                                                |
| -------------------------------- | -------------------------------------------------- |
| Bình luận viên tiếng Anh         | Michael Cole                                       |
| Bình luận viên tiếng Anh         | Corey Graves                                       |
| Bình luận viên tiếng Tây Ban Nha | Marcelo Rodriguez                                  |
| Bình luận viên tiếng Tây Ban Nha | Jerry Soto                                         |
| Thông báo viên sàn đấu           | Mike Rome (Raw)                                    |
| Thông báo viên sàn đấu           | Samantha Irvin (Trận đấu SmackDown/Men's WarGames) |
| Thông báo viên sàn đấu           | Alicia Taylor (Trận đấu Women's WarGames)          |
| Trọng tài                        | Danilo Anfibio                                     |
| Trọng tài                        | Jason Ayers                                        |
| Trọng tài                        | Dan Engler                                         |
| Trọng tài                        | Daphanie LaShaunn                                  |
| Trọng tài                        | Eddie Orengo                                       |
| Trọng tài                        | Chad Patton                                        |
| Trọng tài                        | Ryan Tran                                          |
| Người phỏng vấn                  | Megan Morant                                       |
| Người điều khiển trước trận đấu  | Kayla Braxton                                      |
| Người điều khiển trước trận đấu  | Kevin Patrick                                      |
| Người điều khiển trước trận đấu  | Peter Rosenberg                                    |
| Người điều khiển trước trận đấu  | Booker T                                           |
| Người điều khiển trước trận đấu  | Jerry Lawler                                       |

### Các trận đấu sơ bộ
Trận đấu WarGames dành cho nữ mở đầu cho sự kiện, trong đó đội Belair (Bianca Belair, Alexa Bliss, Asuka, Mia Yim và Becky Lynch) đối mặt với đội Damage CTRL (Bayley, Dakota Kai và Iyo Sky) cùng với Nikki Cross và Rhea Ripley. Belair và Kai bắt đầu trận đấu. Vì Đội Bayley có lợi thế trong WarGames, Sky bước ra tiếp theo, sau đó là Asuka, Cross và Bliss. Cross thực hiện cú Cross Body từ lồng sắt lên những người khác. Sau khi WarGames chính thức bắt đầu, Lynch đã thực hiện cú Diving Lep Drop trên Sky, người bị mắc kẹt trong thùng rác. Ripley đã thực hiện cú Riptide trên Lynch. Asuka phun sương xanh vào mặt Ripley. Bayley đã thực hiện cú Rose Plant trên Lynch lên tấm kim loại nối hai sàn đấu. Sky thực hiện một cú Moonsault từ trên đỉnh lồng sắt vào mọi người. Cuối cùng, Belair thực hiện cú Kiss of Death lên Bayley trong lồng và một lúc sau, Lynch thực hiện cú Double Diving Leg Drop từ trên đỉnh lồng sắt vào Kai và Sky qua một cái bàn và ghim Kai để giành chiến thắng trong trận đấu cho đội Belair.
Ở hậu trường, Jey Uso người chưa bao giờ tin tưởng hoặc thích Sami Zayn, đã nói chuyện với Roman Reigns về lòng trung thành của Zayn đối với The Bloodline, khi Jey tình cờ nghe được Zayn trò chuyện với Kevin Owens tại show SmackDown vào đêm hôm trước khi Owens bảo Zayn bật lại The Bloodline; tuy nhiên, Zayn dường như giả vờ không biết gì và nói dối về cuộc gặp gỡ khi Jey đối đầu với Zayn. Reigns sau đó tuyên bố rằng anh ấy sẽ lo liệu việc đó và sau đó hướng dẫn Paul Heyman gọi Zayn đến gặp Reigns.
AJ Styles (cùng với The O.C (Luke Gallows và Karl Anderson)) đối đầu với Finn Bálor (cùng với The Judgement Day (Damian Priest và Dominik Mysterio)). Một cuộc ẩu đả xảy ra sau đó giữa Gallows, Anderson, Mysterio và Priest và cả bốn người đã chiến đấu trong đám đông khán giả. Trong những khoảnh khắc kết thúc, Styles đã thực hiện một cú Phenomenal Forearm với Bálor để giành chiến thắng.
Ronda Rousey (cùng với Shayna Baszler) bảo vệ đai SmackDown Women's Championship trước Shotzi. Trong trận đấu, Shotzi đã thực hiện cú crossbody vào Rousey và Baszler trúng vào khu vực khán giả. Trở lại sàn đấu, Rousey thực hiện cú Piper's Pit với Shotzi và buộc Shotzi phải đập tay xin thua để giữ đai.
Trong một phân đoạn hậu trường khác, Sami Zayn đã gặp Roman Reigns, người đã đặt câu hỏi tại sao Zayn lại nói dối Jey Uso về việc trò chuyện với Kevin Owens. Zayn tuyên bố rằng anh ấy không muốn gây quá nhiều áp lực cho Jey vì Jey đã có một trận đấu ở SmackDown vào đêm trước đó và khẳng định rằng lòng trung thành của anh ấy dành cho The Bloodline. Reigns dường như đã chấp nhận rằng Zayn đã nói sự thật.
Seth "Freakin" Rollins bảo vệ đai United States Championship trước Bobby Lashley và Austin Theory trong trận đấu tay ba. Rollins đã thực hiện cú Pedigree trên Lashley. Lashley đồng thời áp dụng đòn Hurt Lock lên cả Rollins và Theory, tuy nhiên, Rollins và Theory đã trốn thoát. Với Theory ở vị trí cho cú Curb Stomp, Rollins đã vượt qua Theory để tạo đòn bẩy và thay vào đó thực hiện cú Curb Stomp trên Lashley. Cuối cùng, khi Rollins cố gắng tung cú Falcon Arrow vào Theory, Lashley đã thực hiện một cú Spear vào Rollins, và Theory đã hạ gục Rollins để giành danh hiệu lần thứ hai.
Trước trận đấu tâm điểm trong phân đoạn hậu trường cuối cùng, Jey Uso đã hỏi Roman Reigns liệu Sami Zayn có nói dối Reigns không. Reigns tuyên bố rằng anh ấy đã nhìn vào mắt Zayn và thấy những gì anh ấy cần thấy.

### Trận đấu tâm điểm
Trận đấu tâm điểm là trận đấu WarGames dành cho nam, trong đó The Bloodline (Roman Reigns, The Usos (Jey Uso và Jimmy Uso), Solo Sikoa và Sami Zayn) (cùng với Paul Heyman) đối đầu với The Brawling Brutes (Sheamus, Ridge Holland, và Butch), Drew McIntyre và Kevin Owens. Butch và Jey bắt đầu trận đấu. Brutes có lợi thế WarGames khi Holland bước vào tiếp theo. Khi Jimmy cố gắng vào, Reigns đã ngăn anh ta lại và chọn Zayn vào trận đấu để kiểm tra lòng trung thành của anh ta với The Bloodline. Phần còn lại của thứ tự tham gia trận đấu là McIntyre, Jimmy, Owens, Sikoa, Sheamus và cuối cùng là Reigns. Khi Sheamus thực hiện cú đá Brogue Kick, Reigns đã nhanh chóng thực hiện cú Spear vào Shemaus, nhưng Butch đã ngăn trọng tài đếm đến ba. Jey bỏ lỡ Butch với cú superkick và thay vào đó lại vô tình đánh trúng Zayn. The Usos đã thực hiện cú 1D từ dây thừng trên cùng vào Butch, nhưng Holland đã ngăn trọng tài đếm đến ba. Reigns đã đẩy Holland vào cái bàn tại góc sàn đấu bằng cú spear. Sikoa đưa McIntyre vào bàn bằng cú Spinning Solo. Ở giai đoạn cao trào, Owens thực hiện cú pop-up powerbomb và cú stunner vào Reigns, nhưng Zayn đã ngăn trọng tài đếm đến ba. Zayn mâu thuẫn sau đó thực hiện cú đánh hiểm vào Owens, sau đó là cú Helluva Kick. Zayn sau đó cho phép Jey thực hiện cú Flying Uce trên Owens để giành chiến thắng trong trận đấu cho The Bloodline. Jey cuối cùng đã chấp nhận Zayn là một phần của The Bloodline và cả đội đã ăn mừng khi Reigns có vẻ hài lòng với hành động của Zayn.

## Kết quả
| #                                           | Kết quả | Thể loại                                                  | Thời gian |
| ------------------------------------------- | --- | --------------------------------------------------------- | --------- |
| 1                                           | Đội Belair (Bianca Belair, Alexa Bliss, Asuka, Mia Yim và Becky Lynch) đánh bại Đội Bayley (Damage CTRL (Bayley, Dakota Kai và Iyo Sky), Nikki Cross và Rhea Ripley) bằng đòn kết liễu                                            | Trận đấu WarGames dành cho nữ                             | 39:40     |
| 2                                           | AJ Styles (với The O.C (Luke Gallows và Karl Anderson)) đánh bại Finn Bálor (với The Judgment Day (Damian Priest và Dominik Mysterio)) bằng đòn kết liễu                                                                          | Trận đấu đơn                                              | 18:25     |
| 3                                           | Ronda Rousey (c) (với Shayna Baszler) đánh bại Shotzi bằng đòn khóa | Trận đấu đơn tranh đai WWE SmackDown Women's Championship | 7:15      |
| 4                                           | Austin Theory đánh bại Seth "Freakin" Rollins (c) và Bobby Lashley bằng đòn kết liễu | Trận đấu tay ba tranh đai WWE United States Championship  | 14:50     |
| 5                                           | The Bloodline (Roman Reigns, Sami Zayn, Solo Sikoa, và The Usos (Jey Uso and Jimmy Uso)) (đi cùng với Paul Heyman) đánh bại The Brawling Brutes (Sheamus, Ridge Holland và Butch), Drew McIntyre và Kevin Owens bằng đòn kết liễu | Trận đấu WarGames dành cho nam                            | 38:30     |
| - (c) – chỉ người vô địch bước vào trận đấu | |                                                           |           |